# Živý betlém

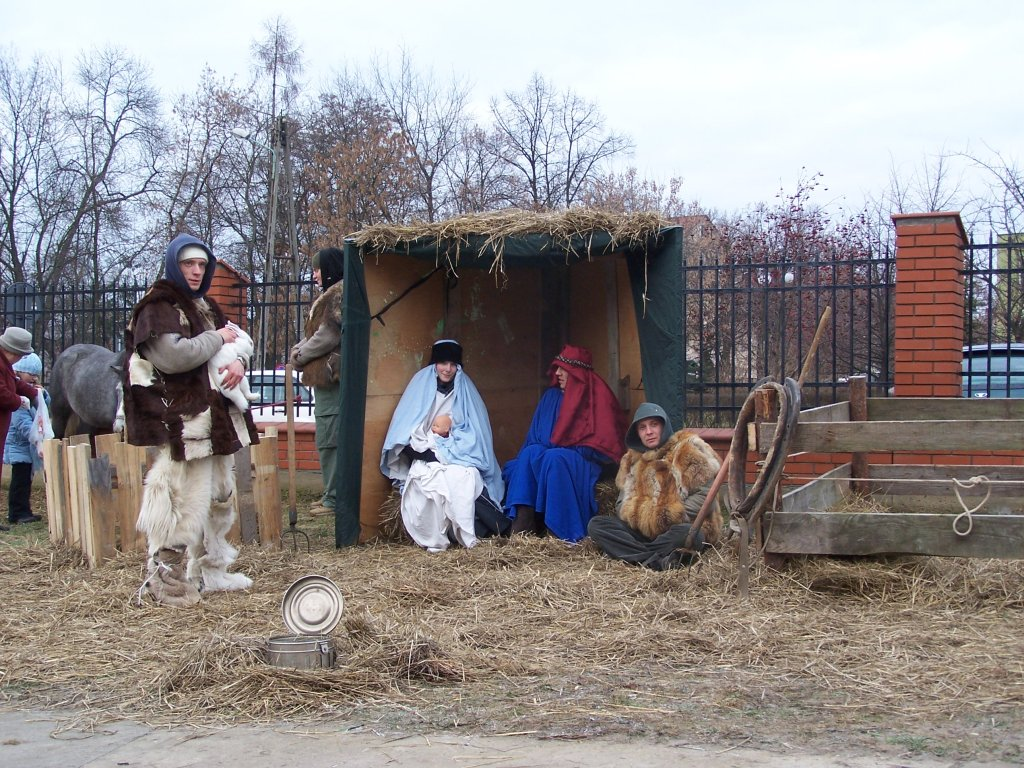
Živý betlém v obci Wyszków v Polsku

Živý betlém je specifické divadelní představení, vycházející z křesťanské tradice a zobrazující události a postavy související s narozením Ježíše Krista. Představení živých betlémů, která se konají v době vánočních svátků, zpravidla pořádají místní komunity v obcích a městech ve spolupráci se zástupci církve.

## Vznik tradice
Poprvé představení živého betléma uspořádal František z Assisi v roce 1223 v obci Greccio v provincii Rieti v regionu Lazio ve střední Itálii.

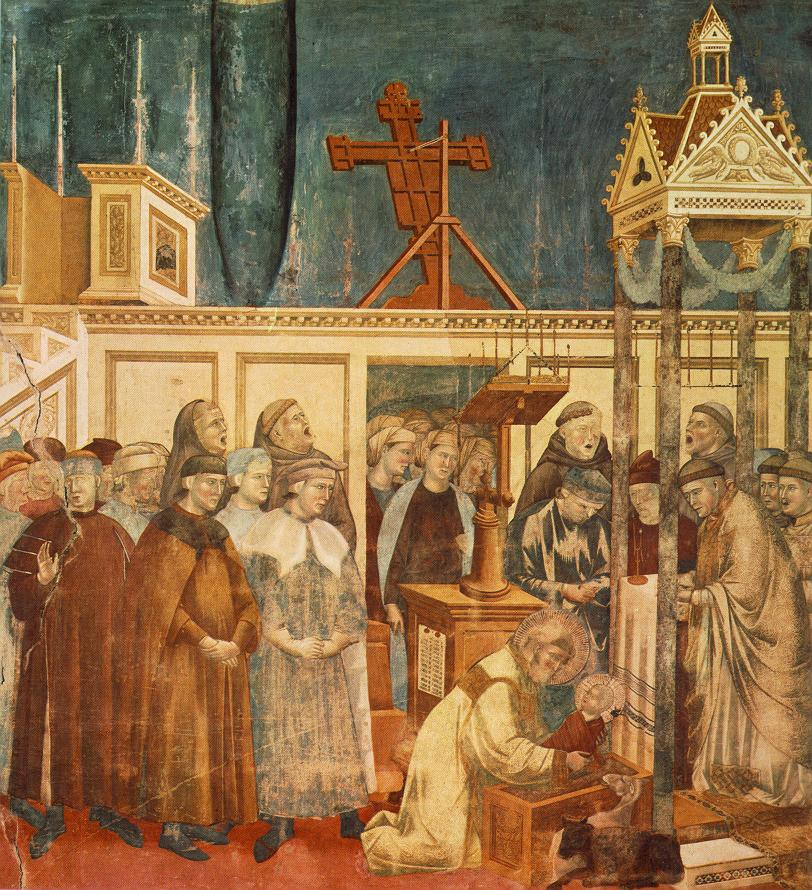
Instalace betléma v Grecciu (Giotto di Bondone, 1295)

František z Assisi se usídlil v tomto chudém kraji, jehož obyvatelé trpěli neúrodou a útoky divé zvěře, zejména vlků, poprvé již v roce 1209. Na hoře Lacerone si vybudoval chatrč jako poustevnu a obyvatelé Greccia jej tam chodili navštěvovat a poslouchat jeho kázaní. Poté, kdy papež Honorius III. v listopadu roku 1223 potvrdil Františkem navrženou řeholi Řádu menších bratří, se František začal zabývat realizací svého nápadu na dosud nevídanou oslavu narození Ježíše Krista. Obzvláště vhodné mu pro tento účel připadalo Greccio, které mu připomínalo palestinský Betlém. S podporou místního pána Giovanni Velita tak zorganizoval o vánočních svátcích roku 1223 první představení "živého betléma", v němž účinkovali nejen lidé - obyvatelé Greccia a řádoví bratři - ale i zvířata.
V obci Greccio se každým rokem o Vánocích koná rekonstrukce tohoto historického příběhu, ilustrující vznik tradice živých betlémů. Tyto události v Grecciu připomíná také svatyně ze 13. století a místní Muzeum betlémů.

## Rozšíření
Tradice pořádání živých betlémů se nejprve rozšířila na území dnešní Itálie a posléze také do dalších zemí křesťanského světa. Tuto tradici podporuje nejen katolická církev, ale i některé další křesťanské církve, například baptisté.

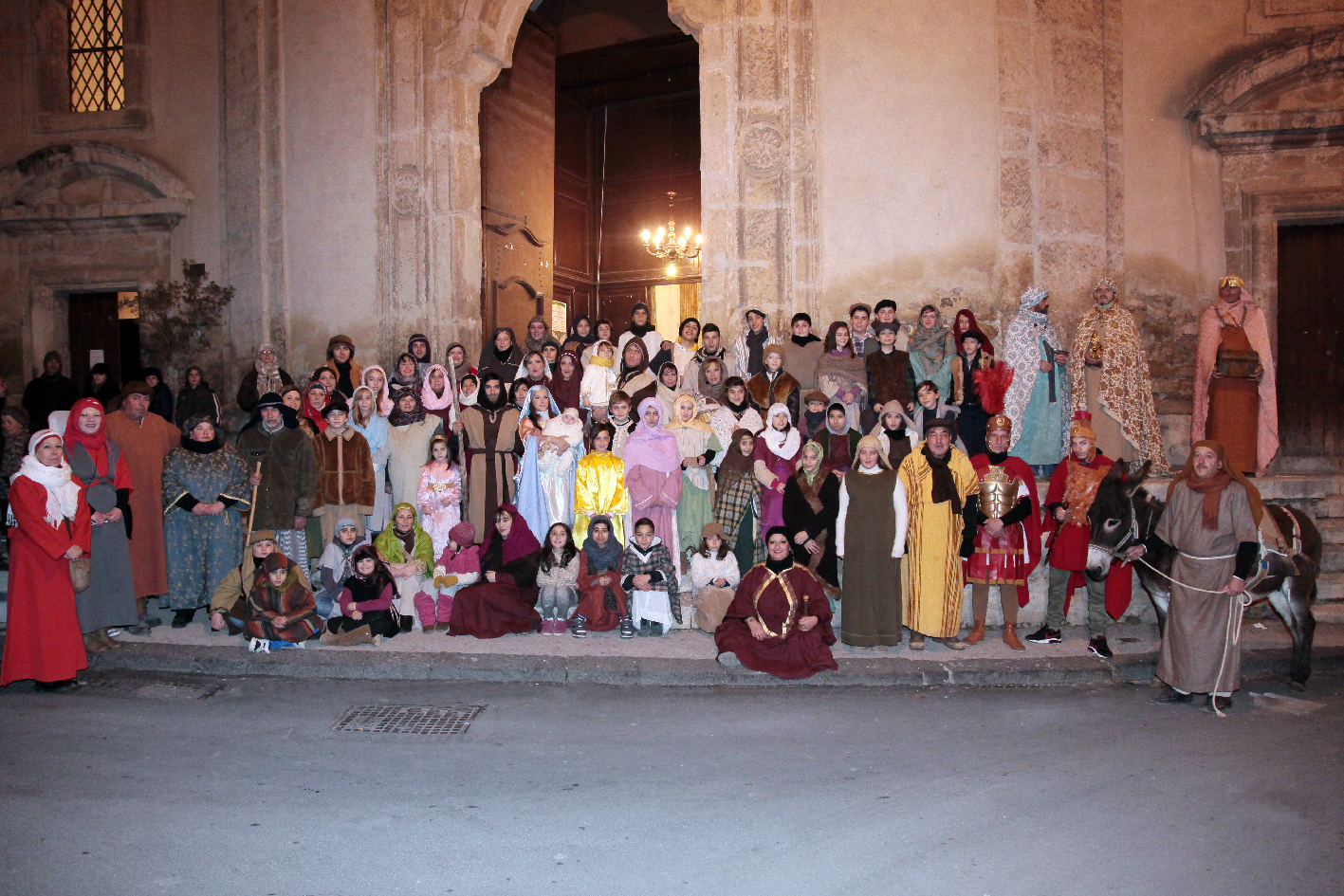
Živý betlém v sicilské Caltanissettě

V samotné Itálii na počátku 21. století byla organizována představení živých betlémů téměř na 200 místech. V některých lokalitách je tato tradice vcelku nová – například v Sassi di Matera, nejstarší části města Matery (Basilicata), zapsaném na seznamu světového dědictví UNESCO, je představení živého betléma připravováno teprve od roku 2009. Za největší živý betlém na světě je považováno představení Presepe di Genga, kterého se každoročně v prostorách jeskyní a jejich okolí na svazích hory Frasassi účastní kolem 300 obyvatel italské obce Genga v provincii Ancona. Podobná výpravná představení živého betléma jsou organizována v podzemních prostorách Postojnské jeskyně ve Slovinsku.
Živé betlémy jsou organizovány i v jiných evropských zemích (Španělsko, Francie, Německo), včetně zemí střední Evropy, jako je například Česko a Polsko. V České republice jsou živé betlémy pořádány v různých místech, jako například ve Zlíně, v Třešti, Starém Plzenci, Ústí nad Orlicí, v Rudce u Brna, na Svatém Hostýně, ve Valašském muzeu v přírodě v Rožnově pod Radhoštěm a v mnoha dalších obcích a městech. Tato tradice si našla své místo i v zemích Střední a Jižní Ameriky a v některých státech USA. Živé betlémy pořádala například baptistická církev ve městě Lafayette v Indianě či v dalších městech v Texasu a Arkansasu. V Mount Laurel ve státě New Jersey se představení konají v prosinci na 13 uzavřených i venkovních scénách, na nichž vystupuje na 200 účinkujících a každoročně je zhlédne kolem 13 000 návštěvníků.